# Toroidní graf

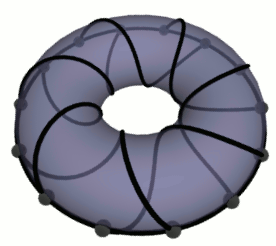
Kubický graf se čtrnácti vrcholy umístěný na torus

Toroidní graf je pojem z oboru teorie grafů, podoboru matematiky. Jedná se o takové grafy, které lze nakreslit na torus, aniž by došlo ke křížení hran. Jedná se tedy o obdobu rovinného grafu, ovšem s kreslením na toroid místo do roviny. Platí přitom, že každý rovinný graf je grafem toroidním, ale nikoliv naopak. Mezi grafy, kterou jsou toroidní a přitom nejsou rovinné, patří Petersenův graf, Heawoodův graf a úplný bipartitní graf K3,3 známý z úlohy o třech domech a třech studních.